# Саут-Дос-Палос (Каліфорнія)
Саут-Дос-Палос (англ. South Dos Palos) — переписна місцевість (CDP) в США, в окрузі Мерсед штату Каліфорнія. Населення — 1747 осіб (2020).

## Географія
Саут-Дос-Палос розташований за координатами 36°58′15″ пн. ш. 120°38′48″ зх. д. / 36.97083° пн. ш. 120.64667° зх. д. (36.970725, -120.646708).  За даними Бюро перепису населення США в 2010 році переписна місцевість мала площу 3,97 км², уся площа — суходіл.

## Демографія
Згідно з переписом 2010 року, у переписній місцевості мешкало 1620 осіб у 426 домогосподарствах у складі 370 родин. Густота населення становила 408 осіб/км².  Було 488 помешкань (123/км²).
Расовий склад населення:
| - 49,9 % — білих - 8,3 % — чорних або афроамериканців - 2,2 % — азіатів - 1,3 % — корінних американців - 0,6 % — вихідців з тихоокеанських островів - 34,1 % — осіб інших рас |

До двох чи більше рас належало 3,5 %. Частка іспаномовних становила 77,9 % від усіх жителів.
За віковим діапазоном населення розподілялося таким чином: 37,1 % — особи молодші 18 років, 56,5 % — особи у віці 18—64 років, 6,4 % — особи у віці 65 років та старші. Медіана віку мешканця становила 25,8 року. На 100 осіб жіночої статі у переписній місцевості припадало 100,5 чоловіків;  на 100 жінок у віці від 18 років та старших — 99,4 чоловіків також старших 18 років.
Середній дохід на одне домашнє господарство  становив 52 977 доларів США (медіана — 44 571), а середній дохід на одну сім'ю — 53 959 доларів (медіана — 46 466). За межею бідності перебувало 17,5 % осіб, у тому числі 23,9 % дітей у віці до 18 років та 20,0 % осіб у віці 65 років та старших.
Цивільне працевлаштоване населення становило 872 особи. Основні галузі зайнятості: сільське господарство, лісництво, риболовля — 39,4 %, транспорт — 17,4 %, освіта, охорона здоров'я та соціальна допомога — 15,8 %, роздрібна торгівля — 15,4 %.